# Frank Morgan
Frank Morgan (Francis Phillip Wuppermann; Nueva York, 1 de junio de 1890 - Beverly Hills, California, 18 de septiembre de 1949) fue un actor estadounidense conocido principalmente por su papel del personaje de Oscar Diggs/El Mago de Oz en la película de 1939 El Mago de Oz.

## Biografía
Nació en el seno de una familia acomodada que comercializaba amargo de Angostura para cócteles. Estudió en la Universidad de Cornell, donde fue miembro de la fraternidad Phi Kappa Psi. Después siguió a su hermano mayor Ralph Morgan (1883 - 1956) en el negocio del espectáculo, primero en el teatro de Broadway y después en el cine. 
Su primera película fue The Suspect, en 1916. Su carrera se expandió con la llegada del cine sonoro, y su papel más común fue el de un hombre de mediana edad, embrollado, pero de buen carácter. Fue candidato al Oscar al mejor actor por la película de 1934 The Affairs of Cellini (El burlador de Florencia), de Gregory La Cava, donde hacía el papel del cornudo Duque de Florencia, y también fue candidato al Oscar al mejor actor secundario en 1942 por su trabajo en la película Tortilla Flat (La vida es así), de Victor Fleming, en la que interpretaba a un ingenuo hispano.
El papel más famoso de Morgan fue en El Mago de Oz (1939), en la que interpretaba al "Profesor Marvel", guardián de la puerta de Ciudad Esmeralda, al conductor del carruaje tirado por "El Caballo que Cambia de Color", al guardia armado que dirigía a los aposentos del mago, y al mismo Mago de Oz. Al igual que Margaret Hamilton con la Malvada Bruja del Oeste, sus personajes únicamente aparecían en pantalla un total de unos pocos minutos pero, a pesar de ello, fueron un éxito clamoroso. Se hizo tan popular que la MGM le dio un contrato vitalicio. Otras películas notables en las que trabajó son El bazar de las sorpresas, The Human Comedy (de Clarence Brown), The Mortal Storm (La hora fatal),  The White Cliffs of Dover (también de Clarence Brown) y su última película, que se estrenó tras su muerte: Key to the City, de George Sidney. También trabajó en grabaciones para niños, incluyendo el popular disco Gossamer Wump, puesto a la venta en 1949 por Capitol Records.
Como casi todos los actores de reparto de la época, Frank Morgan tuvo numerosos papeles en diferentes películas. Una de sus últimas actuaciones fue un papel secundario clave en The Stratton Story, de Sam Wood, una historia verídica sobre un jugador de béisbol (interpretado por James Stewart) que reaparece tras perder una pierna en un accidente de caza.
Morgan falleció por un infarto de miocardio en 1949, mientras se rodaba la comedia musical cinematográfica La reina del oeste (Annie Get Your Gun), dirigida por George Sidney y los coreógrafos Busby Berkeley y Charles Walters (1911 - 1982). Fue sustituido por Louis Calhern.
Frank Morgan fue enterrado en el cementerio de Green-Wood de Brooklyn, Nueva York.
Tiene una estrella en el Paseo de la Fama de Hollywood, en el 1.708 de Vine Street.

## Filmografía
- The Suspect (1916)
- The Daring of Diana (1916)
- The Girl Philippa (1916)
- A Modern Cinderella (1917)
- A Child of the Wild (1917)
- The Light in Darkness (1917)
- Baby Mine (1917)
- Who's Your Neighbor? (1917)
- Raffles, the Amateur Cracksman (1917)
- The Knife (La cuchilla) (1918)
- At the Mercy of Men (1918)
- The Gray Towers Mystery (1919)
- The Golden Shower (1919)
- Manhandled (Juguete del placer) (1924)
- Born Rich (1924)
- The Crowded Hour (1925)
- The Man Who Found Himself (Culpas ajenas) (1925)
- Scarlet Saint (1925)
- Love's Greatest Mistake (1927)
- Belle of the Night (1930) (Corto)
- Dangerous Nan McGrew (1930)
- Queen High (Reina arriba) (1930)
- Falsa personalidad (Laughter) (1930)
- Fast and Loose (1930)
- Secrets of the French Police (1932)
- The Half Naked Truth (American bluff) (1932)
- Billion Dollar Scandal (1933)
- Luxury Liner (1933)
- Hallelujah I'm a Bum (Soy un vagabundo) (1933)
- Reunion in Viena (Reunión) (1933)
- The Kiss Before the Mirror (El beso ante el espejo) (1933)
- The Nuisance (1933)
- When Ladies Meet (De mujer a mujer) (1933)
- Best of Enemies (1933)
- Broadway to Hollywood (Broadway y Hollywood) (1933)
- Bombshell (Polvorilla) (1933)
- The Cat and the Fiddle (El gato y el violín) (1934)
- Sisters Under the Skin (1934)
- Success at Any Price (1934)
- The Affairs of Cellini (El burlador de Florencia) (1934)
- A Lost Lady (1934)
- There's Always Tomorrow (Cuando el amor muere) (1934)
- By Your Leave (1934)
- The Mighty Barnum (1934)
- The Good Fairy (Una chica angelical) (1935)
- Enchanted April (1935)
- Naughty Marietta (Marietta la traviesa) (1935)
- Lazybones (1935)
- Escapade (1935)
- I Live My Life (Yo vivo mi vida) (1935)
- The Perfect Gentlemen (1935)
- The Great Ziegfeld (El gran Ziegfeld, 1936)
- Dancing Pirate (1936)
- Trouble for Two (El club de los suicidas) (1936)
- Dimples (1936)
- El último adiós a la señora Cheyney (The Last of Mrs. Cheyney, 1937)
- The Emperor's Candlesticks (El secreto del candelabro) (1937)
- Saratoga (1937)
- Sunday Night at the Trocadero (1937) (cortometraje)
- Beg, Borrow or Steal (1937)
- Rosalie (1937)
- Paradise for Three (1938)
- Port of Seven Seas (1938)
- The Crowd Roars (El gong de la victoria) (1938)

- Sweethearts (Enamorados) (1938)

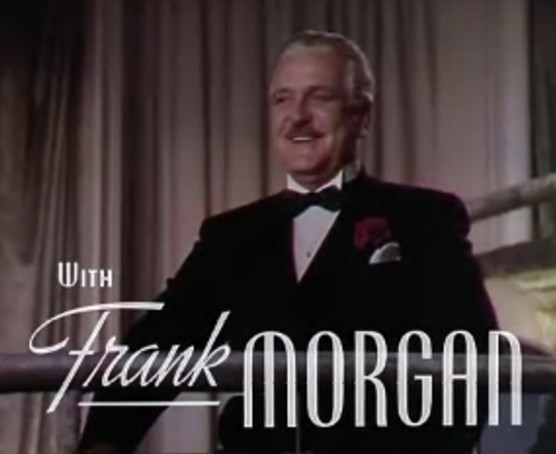
Presentación del actor en el reclamo de Sweethearts (Enamorados).

- Broadway Serenade (Se llevó mi corazón) (1939)
- El Mago de Oz (1939)
- Henry Goes Arizona (1939)
- Balalaika (1939)
- El bazar de las sorpresas (1940)
- Broadway Melody of 1940 (La nueva melodía de Broadway) (1940)
- The Ghost Comes Home (1940)
- The Mortal Storm (La hora fatal) (1940)
- Boom Town (Fruto dorado) (1940)
- Hullabaloo (1940)
- Keeping Company (1940)
- The Wild Man of Borneo (1941)
- Washington Melodrama (1941)
- Honky Tonk (Quiero a este hombre) (1941)
- The Vanishing Virginian (1942)
- Tortilla Flat (La vida es así, 1942)
- White Cargo (1942)
- The Human Comedy (1943)
- A Stranger in Town (1943)
- Thousands Cheer (1943)
- The White Cliffs of Dover (Las rocas blancas de Dover) (1944)
- Kismet (1944) (narrador)
- Casanova Brown (1944)
- Yolanda and the Thief (1945)
- The Great Morgan (1946)
- Courage of Lassie (1946)
- The Cockeyed Miracle (1946)
- Lady Luck (1946)
- Green Dolphin Street (La calle del delfín verde) (1947)
- Summer Holiday (1948)
- Los tres mosqueteros (1948)
- The Stratton Story (1949)
- The Great Sinner (El gran pecador) (1949)
- Any Number Can Play (¡Hagan juego!) (1949)
- Key to the City (1950)

## Premios y distinciones
Premios Óscar
| Año  | Categoría              | Película                 | Resultado |
| ---- | ---------------------- | ------------------------ | --------- |
| 1935 | Mejor actor            | El burlador de Florencia | Nominado  |
| 1943 | Mejor actor de reparto | La vida es así           | Nominado  |